# 風をあつめて/Brave my heart
「風をあつめて/Brave my heart」（かぜをあつめて/ブレイブ・マイ・ハート）は、スフィアの3枚目のシングル。2009年11月25日にGloryHeavenから発売された。

## 概要
初回限定盤には、「風をあつめて」のミュージック・クリップを収録したDVDに加え、スペシャルブックレットと、タイアップになっている『ラグナロクオンライン』のアイテムカードが同梱されている。スフィアの楽曲としては初めて両A面シングルとして発売された。
「風をあつめて」は、コーラスワークを重視して制作された。なお、この曲では、スフィアのデビュー以来一貫して作詞を担当し続けていた畑亜貴が楽曲制作からはじめて外れている。スフィアのシングルとしてはオリコンシングルチャートで、初のTOP10入りとなるデイリー7位を記録した。

## 収録曲
CD
1. 風をあつめて [5:20]
作詞・作曲：rino、編曲：虹音
  - オンラインゲーム『ラグナロクオンライン』7thアニバーサリーソングス
2. Brave my heart [3:46]
作詞：畑亜貴、作曲：村井大、編曲：虹音
  - オンラインゲーム『ラグナロクオンライン』7thアニバーサリーソングス
3. 風をあつめて（off vocal）
4. Brave my heart（off vocal）

DVD（初回限定盤のみ）
1. 風をあつめて（Music Clip）

### 収録アルバム
| 曲名           | 収録アルバム       | 発売日        | 備考                  |
| -------------- | ------------------ | ------------- | --------------------- |
| 風をあつめて   | 『Spring is here』 | 2011年3月16日 | 2ndオリジナルアルバム |
| Brave my heart | 『Spring is here』 | 2011年3月16日 | 2ndオリジナルアルバム |